# Маркировка подшипников качения
Советская и российская маркировка подшипников состоит из условного обозначения и стандартизована ГОСТ 3189-89 «Подшипники шариковые и роликовые. Система условных обозначений».

## Условные обозначения
Основное условное обозначение подшипника состоит из семи цифр основного условного обозначения (при нулевых значениях этих признаков оно может сокращаться до 2 знаков) и дополнительного обозначения, которое располагается слева и справа от основного. При этом дополнительное обозначение, расположенное слева от основного, всегда отделено знаком тире (—), а дополнительное обозначение, расположенное справа всегда начинается с какой-либо буквы. Чтение знаков основного и дополнительного обозначения производится справа налево.
Схема 1 основного условного исполнения для подшипников с диаметром отверстия до 10 мм, кроме подшипников с диаметрами отверстий 0,6, 1,5 и 2,5 мм, которые обозначаются через дробь.
| X                                                  | XX                                   | X                         | 0         | X                          | X                            |
| -------------------------------------------------- | ------------------------------------ | ------------------------- | --------- | -------------------------- | ---------------------------- |
| размерная серия (серия ширин или высот), один знак | конструктивное исполнение, два знака | тип подшипника, один знак | знак ноль | серия диаметров, один знак | диаметр отверстия, один знак |

Схема 2 основного условного исполнения для подшипников с диаметром отверстия от 10 мм и выше, кроме подшипников с диаметрами отверстий 22, 28, 32 и 500 мм, обозначаемые через дробь.
| X                                                  | XX                                   | X                         | X                          | XX |
| -------------------------------------------------- | ------------------------------------ | ------------------------- | -------------------------- | --- |
| размерная серия (серия ширин или высот), один знак | конструктивное исполнение, два знака | тип подшипника, один знак | серия диаметров, один знак | диаметр отверстия, два знака; это двузначное число (кроме 00,01,02 и 03) умножаем на «5» — получаем внутренний диаметр в мм |

Знаки условного обозначения:
- слева: категория подшипника; момент трения; группа радиального зазора по ГОСТ 24810-2013 «Подшипники качения. Внутренние зазоры»; класс точности.
- справа: материал деталей; конструктивные изменения; температура отпуска; смазочный материал; требования к уровню вибрации.

### Обозначение диаметра отверстия
Знак, обозначающий диаметр отверстия схемы 1 с диаметром отверстия до 10 мм, должен быть равен номинальному диаметру отверстия, кроме подшипников с диаметрами отверстий 0,6, 1,5 и 2,5 мм, которые обозначаются через дробь. Если диаметр отверстия подшипника — дробное число, кроме величин, перечисленных ранее, то он имеет обозначение диаметра отверстия, округлённого до целого числа, в этом случае в его условном обозначении на втором месте должна стоять цифра 5. Двухрядные сферические радиальные подшипники с диаметром отверстия до 9 мм сохраняют условное обозначение по ГОСТ 28428-90 «Подшипники радиальные шариковые сферические двухрядные. Технические условия».
Два знака, обозначающие диаметр отверстия схемы 2 с диаметром отверстия от 10 мм до 500 мм, если диаметр кратен 5, обозначаются частным от деления значения диаметра на 5.
Обозначение подшипников с диаметром отверстия 10, 12, 15 и 17 как 00, 01, 02, 03 соответственно. Если диаметр отверстия в диапазоне от 10 до 19 мм отличается от 10, 12, 15 и 17 мм, то ему присваивается обозначение ближайшего из указанных диаметров, при этом на третьем месте основного обозначения ставится цифра 9. Диаметры отверстий 22, 28, 32 и 500 мм обозначаются через дробь (например, 602/32 (D = 32 мм)). Диаметры отверстия, равные дробному или целому числу, но не кратному 5, обозначаются целым приближенным частным от деления значения диаметра на 5. В основное условное обозначение таких подшипников на третьем месте ставится цифра 9.
На подшипниках, имеющих диаметр отверстия 500 мм и более, внутренний диаметр обозначается как номинальный диаметр отверстия.

### Обозначение размерных серий
Размерная серия подшипника — сочетание серий диаметров и ширин (высот), определяющее габаритные размеры подшипника. Для подшипников установлены следующие серии (ГОСТ 3478-2012 «Подшипники качения. Присоединительные размеры»):
- диаметров 0, 8, 9, 1, 7, 2, 3, 4, 5;
- ширин и высот 7, 8, 9, 0, 1, 2, 3, 4, 5, 6.

Перечень серий диаметров указан в порядке увеличения размера наружного диаметра подшипника при одинаковом внутреннем диаметре. Перечень серий ширин или высот указан в порядке увеличения размера ширины или высоты.
Серия 0 в обозначении не указывается.
Нестандартные подшипники по внутреннему диаметру или ширине (высоте) имеют обозначение серии диаметра 6, 7или 8. Серия ширин (высот) в этом случае не проставляется.

### Обозначение типов подшипников
| Тип подшипника                                               | Обозначение |
| ------------------------------------------------------------ | ----------- |
| Шариковый радиальный                                         | 0           |
| Шариковый радиальный сферический                             | 1           |
| Роликовый радиальный с короткими цилиндрическими роликами    | 2           |
| Роликовый радиальный сферический                             | 3           |
| Роликовый игольчатый или с длинными цилиндрическими роликами | 4           |
| Радиальный роликовый с витыми роликами                       | 5           |
| Радиально-упорный шариковый                                  | 6           |
| Роликовый конический                                         | 7           |
| Упорный или упорно-радиальный шариковый                      | 8           |
| Упорный или упорно-радиальный роликовый                      | 9           |

### Обозначение конструктивного исполнения
Конструктивные исполнения для каждого типа подшипников, согласно ГОСТ 3395-89 «Подшипники качения. Типы и конструктивные исполнения», обозначают цифрами от 00 до 99.

### Знаки дополнительного обозначения
Слева от основного обозначения ставят знаки:
- класс точности по ГОСТ 520—2011 «Подшипники качения. Общие технические условия» в порядке повышения точности:
  - нормальный, 6, 5, 4, Т, 2 — для шариковых и роликовых радиальных и шариковых радиально-упорных подшипников;
  - нормальный, 6, 5, 4, 2 — для упорных и упорно-радиальных подшипников;
  - 0, нормальный, 6Х, 6, 5, 4, 2 — для роликовых конических подшипников.
  - дополнительные классы точности 8 и 7, которые ниже класса точности 0 и изготовляются по заказу потребителей для применения в неответственных узлах.
- группа радиального зазора по ГОСТ 24810-2013 (1, 2…9; для радиально-упорных шариковых подшипников обозначают степень преднатяга 1, 2, 3);
- момент трения (1, 2…9);
- категорию подшипников (А, В, С).

Справа от основного обозначения ставят знаки:
- материал деталей подшипников, например:
  - Е — сепаратор из пластических материалов,
  - Ю — детали подшипников из нержавеющей стали,
  - Я — подшипники из редко применяемых материалов (твёрдые сплавы, стекло, керамика и т. д.),
  - W — детали подшипников из вакуумированной стали,
  - А — обозначение подшипника повышенной грузоподъёмности,
  - Х, Х1 — кольца и тела качения или только кольца (в том числе одно кольцо) из цементируемой стали,
  - Р, Р1 — детали подшипников из теплостойких (быстрорежущих сталей),
  - Л, Л1 — сепаратор из латуни
  - Г, Г1 — сепаратор из чёрных металлов,
  - Б, Б1 — сепаратор из безоловянистой бронзы,
  - Д, Д1 — сепаратор алюминиевого сплава,
  - Н, Н1 — кольца и тела качения или только кольца (в том числе одно кольцо) из модифицированной жаропрочной стали (кроме подшипников радиальных роликовых сферических двухрядных),
  - Э, Э1 — детали подшипника из стали марки ШХ со спецприсадками (ванадий, кобальт и др.);
- конструктивные изменения (например, К — конструктивные изменения деталей подшипников, М — роликовые подшипники с модифицированным контактом);
- требования к температуре отпуска (Т, Т1, Т2, Т3, Т4, Т5);
- смазочный материал, закладываемый в подшипники закрытого типа при их изготовлении (например, С1, С2, С3 и т. д.);
- требования по уровню вибрации (например, Ш1, Ш2, ШЗ и т. д.).